# 1280 Baillauda
1280 Baillauda eller 1933 QB är en asteroid i huvudbältet som upptäcktes 18 augusti 1933 av den belgiske astronomen Eugène Joseph Delporte i Uccle. Det har fått sitt namn efter den franske astronomen Jules Baillaud.
Asteroiden har en diameter på ungefär 50 kilometer och den tillhör asteroidgruppen Cybele.